# ثقافة إيشما

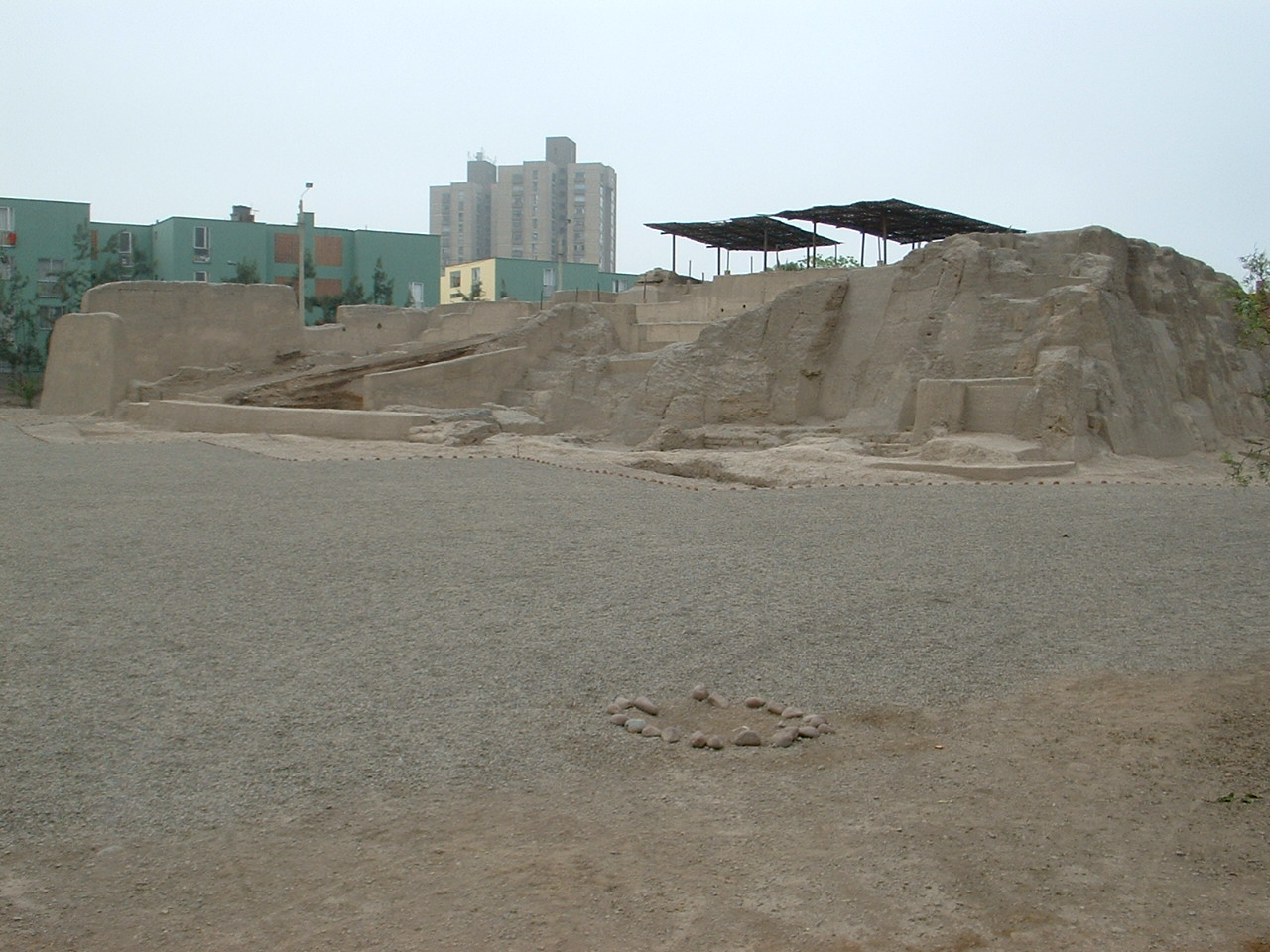

كانت ثقافة إيشما (بالإنجليزية: Ichma or Yschma)‏ ثقافة أصلية قبل الإنكا، تقع جنوب ليما، بيرو في وادي لورين. انتشرت في وقت لاحق شمال وادي نهر ريماك. تشكَّلت ثقافة إيشما حوالي عام 1100 بعد تفكك إمبراطورية واري. استمرت حتى حوالي 1440 عندما تم إنشاء إمبراطورية الإنكا.